# Takfall

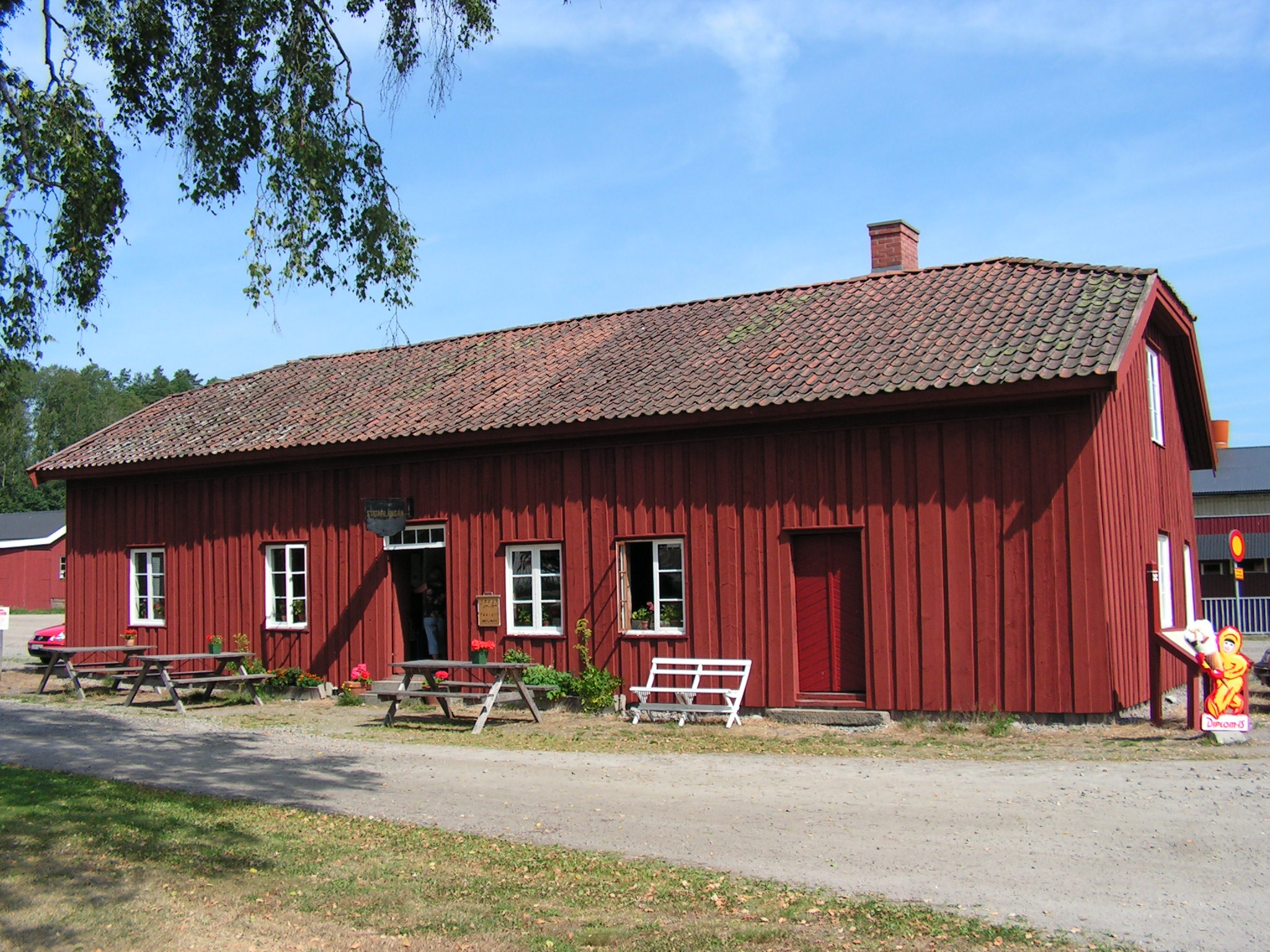
Statarlänga vid Blomsholm

Takfall eller bara fall är den sluttande delen av ett yttertak. På ett brutet tak till exempel ett mansardtak talar man om övre, respektive undre fallet.